# ぼんち (企業)
ぼんち株式会社 (BONCHI Co.,Ltd.) は、大阪府大阪市淀川区に本社を置く製菓会社である。

## 会社概要
創業者の竹馬治郎が東京の高田馬場で米菓の製造を始め、第二次世界大戦終結後に本社を大阪へ移転した。商品の「ぼんち揚」がよく知られる。
社名は、船場を舞台とした山崎豊子の小説『ぼんち』に因む。発売当初の商品名は「揚小丸」であったが、週刊新潮に連載されていた『ぼんち』がベストセラーであることから、大阪を代表する商品になる願いを込めて「ぼんち揚」とした。若手で売り出し中の明石家さんまを長期間「ぼんち揚」のCMに起用したことも知られる。

## 商品一覧
- 揚げせんべい
  - ぼんち揚
  - 味かるた
  - 辛子明太子大型揚せん
  - うま辛揚げせん
  - うに揚げせん
  - おじゃこ揚げ
- 揚げあられ
  - ピーナツあげ
  - カップがんこ餅 しょうゆ味・しお味
  - かき揚げもち
- スナック菓子
  - ポンスケ あまから・のり味
  - 4連ハローキティポンスケ
  - 綱揚あられ ドレッシング・黒こしょう
- 焼きせんべい
  - ぼんち焼あっさり塩味
  - こだわりの鰹せん
- 焼きあられ
  - 枚豆もち 黒大豆・丹波黒大豆
  - マヨネーズあられ
  - ほりほり焼
  - えび塩麹あられ
- えび揚げせん

## 事業所
- 本社：大阪市淀川区西中島4-1-1 日清食品ビル12階
- 本店：大阪市淀川区三津屋中2-15-41
- 神戸工場：神戸市西区高塚台5-5-1
- 東京工場：埼玉県越谷市南荻島832
- 山形工場：山形県寒河江市越井坂町100
- 中央工業団地工場：山形県寒河江市中央工業団地16（旧・東北ぼんち製菓株式会社工場）

## 関連会社
- 株式会社さがえ屋（同上）

## 沿革
- 1931年（昭和6年）5月 - 東京府豊多摩郡戸塚町=現在の東京都新宿区高田馬場にて中央軒として創業する。
- 1939年（昭和14年）5月 - 大阪工場を新設する。
- 1945年（昭和20年）6月 - 大阪工場が空襲に遭い全焼する。
- 1952年（昭和27年）7月 - 株式会社中央軒を資本金50万円で設立し、現在の大阪本社であられの製造を再開する。
- 1960年（昭和35年）- ぼんち揚の前身となる揚小丸を発売する。
- 1963年（昭和38年） -『ぼんち揚』とする。
- 1969年（昭和44年）5月 - ぼんちあられ株式会社に社名変更
- 1975年（昭和50年）2月 - 東北ぼんち製菓株式会社を設立。
- 1984年（昭和59年）11月 - 神戸工場が完成。ぼんち株式会社に社名変更。
- 2014年（平成26年）2月 - 日清食品ホールディングスが当社株式の30パーセントを取得。
- 2016年（平成28年）
  - 1月 - 日清食品ホールディングスが株式の20.1パーセントを追加取得して持株比率を50.1パーセントとし、連結子会社とする。
  - 8月1日 - 東北ぼんち製菓株式会社を吸収合併。